# Gaula

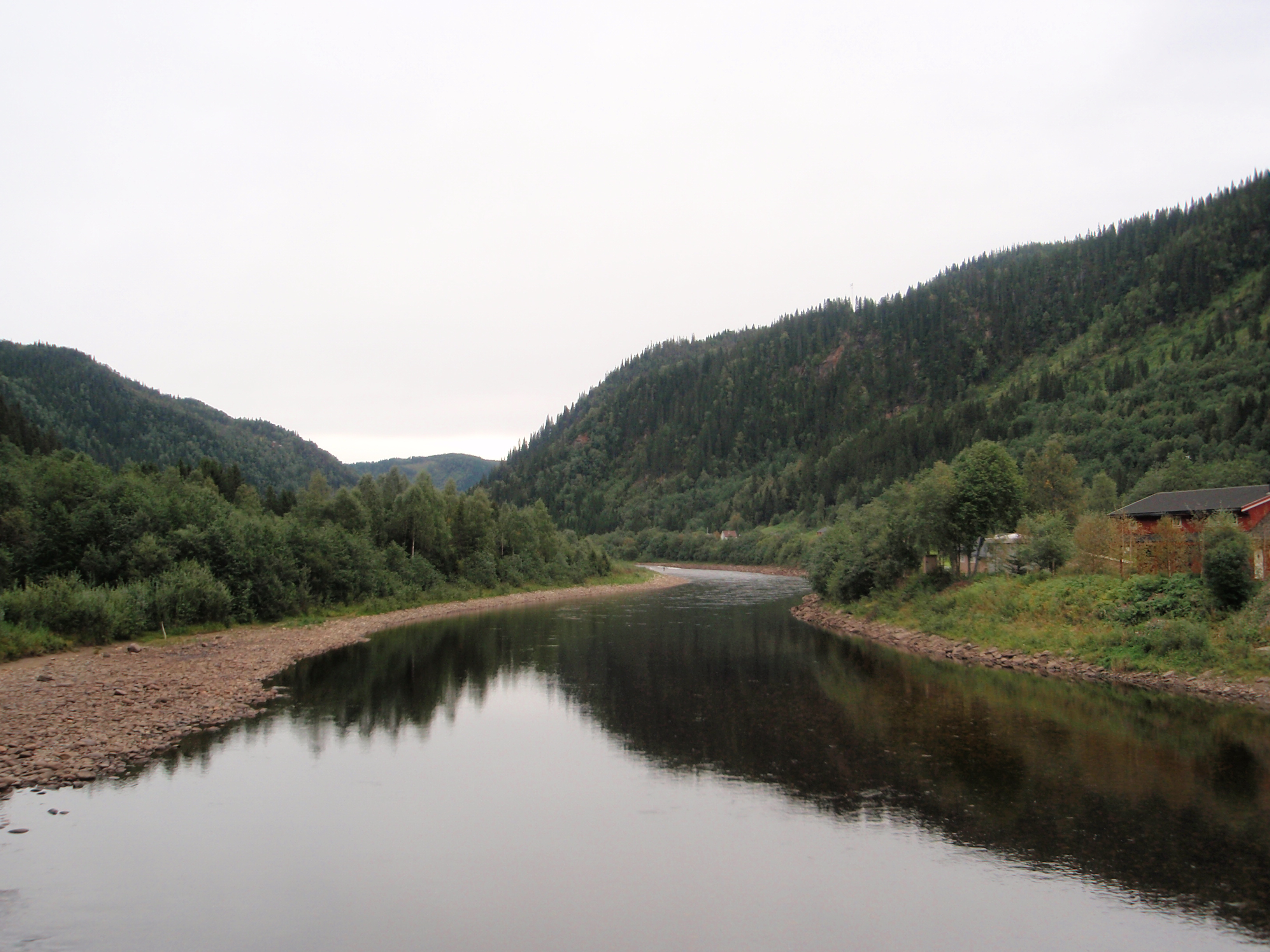
Gaula vid Kotsøy.

Gaula är en älv som rinner ut vid viken Gaulosen i Trondheimsfjorden, Leinstrand i Trøndelag fylke, Norge. I söder startar den från insjön Gaulhåen som har sin tillrinning från Kjølifjellet (1288 m ö.h.) mellan Ålen och Tydalen i Holtålens kommun nära Kjøli gruva och Stugudal. Älven rinner förbi stationen Reitan på Rørosbanen och vidare genom Holtålens, Midtre Gauldals och Melhus kommun för att mynna ut i Trondheimsfjorden vid Sundet Gård på gränsen mellan Leinstrand och Byneset i Trondheims kommun. Gaula är ungefär 145 kilometer lång.
Viktiga biälvar till Gaula är Rugla, med utlopp från Ruglsjøen i Røros kommun, Hesja och Hulta (Holtålen), Forda, Bua och Sokna i Støren och Lundesokna i Melhus kommun.
Utloppets geografiskt läge: 63°20′34″N 10°13′48″Ö / 63.34278°N 10.23000°Ö

## Sportfiske
Gaula är i fiskekretsar en stor och känd laxälv, och var 2005 bästa norska laxälv med en totalt uppfiskad vikt på 37,5 ton. 2006 blev över 44 ton fisk upptagen i Gaula.

## Förorening
Älven var länge präglad av föroreningar (avrinning) från gruvorna Muggruva, Kjøli gruvor och Killingdal gruvor inklusive gruvschakten i Bjørgåsen. Omfattande förbättringsarbeten vid Kjøli och Killingdal gruvor på 1980- och 1990-talen har reducerat föroreningen av tungmetaller kraftigt.

## Landskapsskydd
Gaula-vattendraget blev permanent skyddad 1986 av Stortinget i enlighet med Verneplan III for vassdrag.